# Chirita parvifolia
Chirita parvifolia är en tvåhjärtbladig växtart som beskrevs av Wen Tsai Wang. Chirita parvifolia ingår i släktet Chirita och familjen Gesneriaceae. Inga underarter finns listade i Catalogue of Life.